# Biota (Saragossa)
Biota ist ein Ort und eine Gemeinde in der Provinz Saragossa in der Autonomen Region Aragón in Spanien. Sie zählte 840 Einwohner (Stand: 2024). Zur Gemeinde gehört auch die Ortschaft Malpica de Arba.

## Lage
Biota liegt etwa 95 Kilometer nordnordwestlich im Pyrenäenvorland im Getreideanbaugebiet der Comarca Cinco Villas in einer Höhe von 485 m am Río Arba. Innerhalb der Gemeinde liegt der Stausee Embalse de San Bartolomé.

## Bevölkerungsentwicklung
Demographische Daten für Biota von 1900 bis 2021:
| 1900 | 1910 | 1920 | 1930 | 1940 | 1950 | 1960 | 1970 | 1981 | 1991 | 2001 | 2011 | 2021 |
| ---- | ---- | ---- | ---- | ---- | ---- | ---- | ---- | ---- | ---- | ---- | ---- | ---- |
| 1194 | 1230 | 1476 | 1605 | 1690 | 1675 | 1719 | 1459 | 1482 | 1306 | 1218 | 1095 | 912  |

## Sehenswürdigkeiten
- Michaeliskirche in Biota
- Marienkirche in Malpica de Arba
- Herrenhaus der Grafen von Aranda

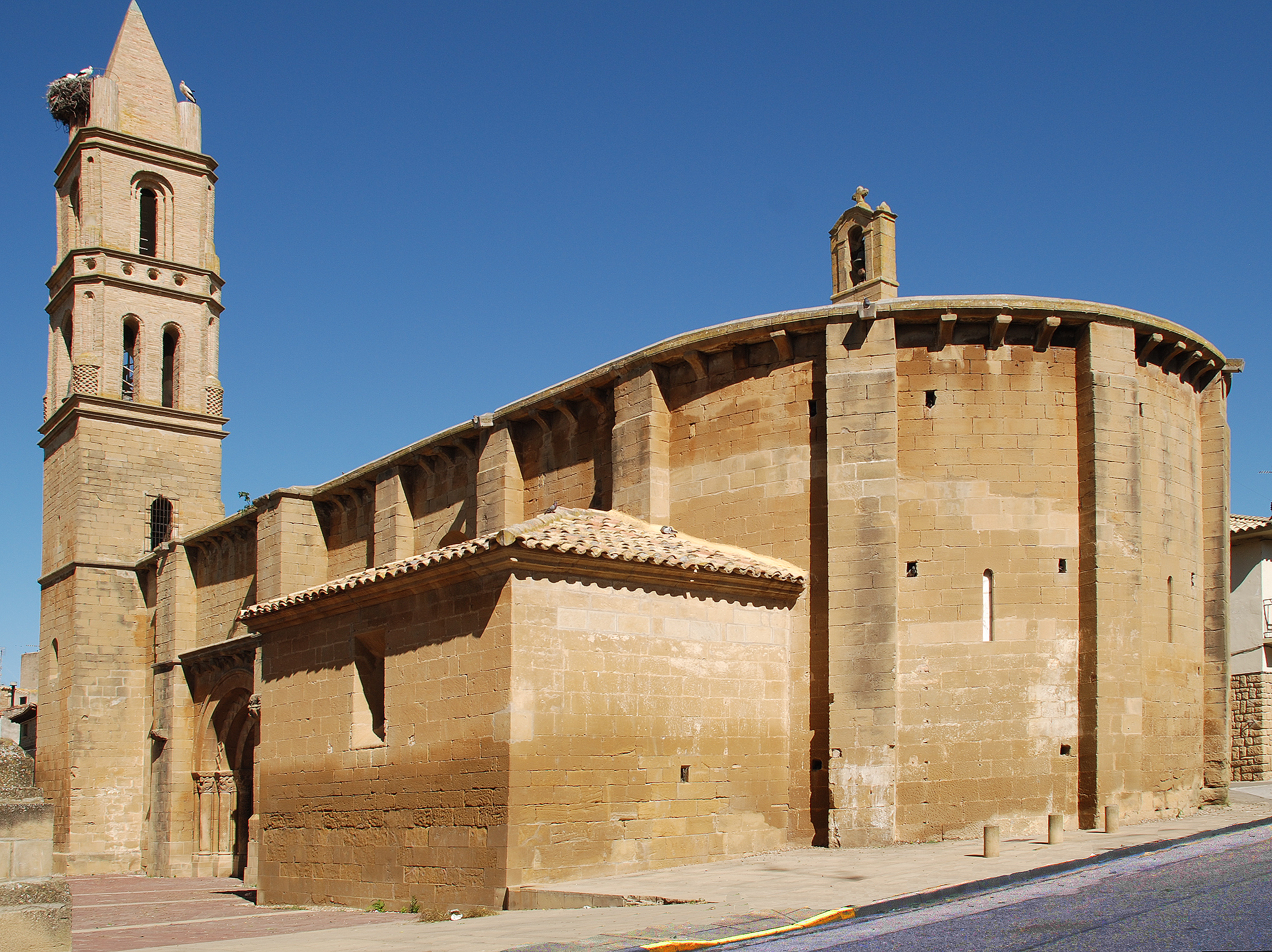
Michaeliskirche
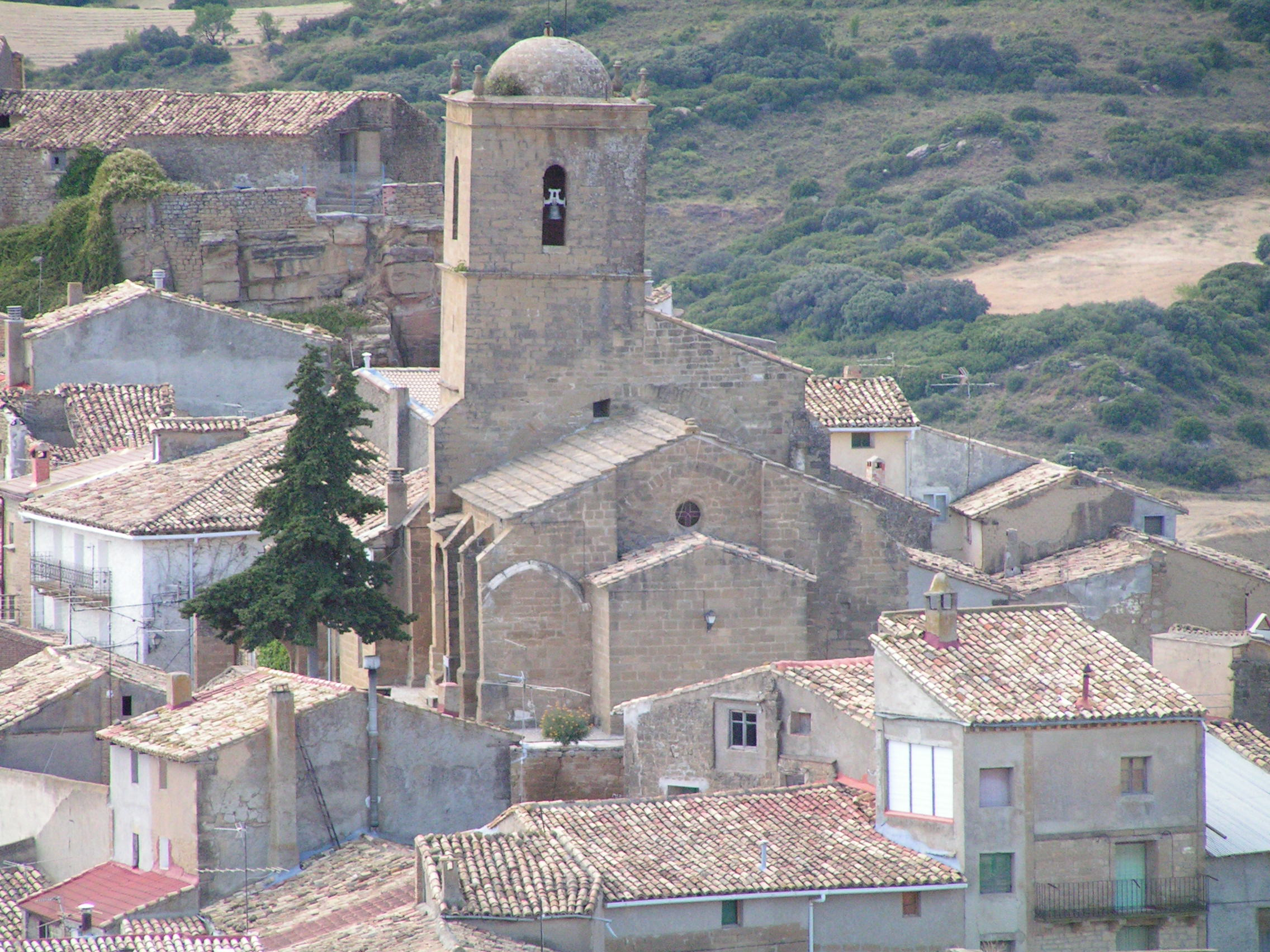
Marienkirche